# Chinese Women’s Super League 2020
Die Chinese Women’s Super League 2020 war die vierundzwanzigste Spielzeit der chinesischen Fußballliga der Frauen gewesen. Titelverteidiger war Jiangsu Suning FFC. Die Saison begann am 23. August und endete am 11. Oktober 2020.

## Teilnehmer
| Team                          | Stadt       | Heimstadion                                      | Kapazität | Vorjahresplatzierung |
| ----------------------------- | ----------- | ------------------------------------------------ | --------- | -------------------- |
| Hebei China Fortune FFC       | Qinhuangdao | Olympisches Sportzentrum Qinhuangdao             | 33.572    | Aufsteiger           |
| Shandong Sports Lottery FFC   | Shandong    | n. b.                                            | n. b.     | Aufsteiger           |
| Zhejiang Hangzhou FFC         | Zhejiang    | n. b.                                            | n. b.     | Aufsteiger           |
| Changchun Dazhong Zhuoyue FFC | Changchun   | Development-Area-Stadion                         | 25.000    | 3. Platz             |
| Jiangsu Suning FFC            | Nanjing     | Wutaishan-Stadion                                | 18.500    | Meister              |
| Shanghai Shengli FFC          | Shanghai    | Stadion des Baoshan Campus, Shanghai-Universität | n. b.     | 2. Platz             |
| Beijing BG Phoenix FC         | Peking      | Xiannongtan-Stadion                              | 30.000    | 5. Platz             |
| Meizhou Huijun FFC            | Meizhou     | Huitang Stadium                                  | 39.888    | 6. Platz             |
| Wuhan Jianghan University     | Wuhan       | Tazi-Lake-Sportcenter                            | n. b.     | 4. Platz             |
| Henan Jianye FFC              | Luoyang     | Luoyang-Stadion                                  | 39.888    | 7. Platz             |

## Ausländische Spieler
Jeder Verein darf nur 3 Ausländische und ehemalige Spieler während der Saison verpflichten.
| Mannschaft                    | Spieler 1 | Spieler 2 | Spieler 3 | ehemalige Spieler |
| ----------------------------- | --------- | --------- | --------- | ----------------- |
| Hebei China Fortune FFC       |           |           |           |                   |
| Shandong Sports Lottery FFC   |           |           |           |                   |
| Zhejiang Hangzhou FFC         |           |           |           |                   |
| Changchun Dazhong Zhuoyue FFC |           |           |           |                   |
| Jiangsu Suning FFC            |           |           |           |                   |
| Shanghai Shengli FFC          |           |           |           |                   |
| Beijing BG Phoenix FFC        |           |           |           |                   |
| Meizhou Huijun FFC            |           |           |           |                   |
| Wuhan Jianghan University     |           |           |           |                   |
| Henan Jianye FFC              |           |           |           |                   |

## Tabellen

### Reguläre Saison
| Pl. | Verein                          | Sp. | S | U | N | Tore    | Diff. | Punkte |
| --- | ------------------------------- | --- | - | - | - | ------- | ----- | ------ |
| 1.  | Wuhan Jianghan University       | 9   | 8 | 1 | 0 | 026:500 | +21   | 25     |
| 2.  | Shanghai Shengli FFC            | 9   | 8 | 0 | 1 | 031:600 | +25   | 24     |
| 3.  | Jiangsu Suning FFC (M)          | 9   | 6 | 0 | 3 | 024:120 | +12   | 18     |
| 4.  | Beijing BG Phoenix FFC          | 9   | 6 | 0 | 3 | 021:900 | +12   | 18     |
| 5.  | Changchun Dazhong Zhuoyue FFC   | 9   | 5 | 2 | 2 | 023:100 | +13   | 17     |
| 6.  | Shandong Sports Lottery FFC (N) | 9   | 3 | 2 | 4 | 009:150 | −6    | 11     |
| 7.  | Meizhou Huijun FFC              | 9   | 2 | 2 | 5 | 010:180 | −8    | 08     |
| 8.  | Zhejiang Hangzhou FFC (N)       | 9   | 1 | 2 | 6 | 006:240 | −18   | 05     |
| 9.  | Henan Jianye FFC                | 9   | 1 | 1 | 7 | 005:190 | −14   | 04     |
| 10. | Hebei China Fortune FFC (N)     | 9   | 0 | 0 | 9 | 004:410 | −37   | 0      |

| Zum 9. Spieltag:                                                      |                                                    |  |  |
| Qualifikation zur Meisterschaftsrunde Qualifikation zur Abstiegsrunde |                                                    |  |  |
|                                                                       |                                                    |  |  |
| Zum Saisonende 2019:                                                  |                                                    |  |  |
| (M)                                                                   | Meister der Chinese Women’s Super League 2019      |  |  |
| (N)                                                                   | Aufsteiger aus der Chinese Women’s League One 2019 |  |  |

### Meisterschaftsrunde
| Pl. | Verein                    | Sp. | S | U | N | Tore    | Diff. | Punkte |
| --- | ------------------------- | --- | - | - | - | ------- | ----- | ------ |
| 1.  | Wuhan Jianghan University | 3   | 2 | 0 | 1 | 008:400 | +4    | 06     |
| 2.  | Jiangsu Suning FFC (M)    | 3   | 2 | 0 | 1 | 002:100 | +1    | 06     |
| 3.  | Shanghai Shengli FFC      | 3   | 1 | 1 | 1 | 006:600 | ±0    | 04     |
| 4.  | Beijing BG Phoenix FFC    | 3   | 0 | 1 | 2 | 002:700 | −5    | 01     |

| Zum 3. Spieltag:                                                           |                                               |
| Qualifikation zur Meisterschaftsfinale Qualifikation zum Spiel um Platz 3. |                                               |
|                                                                            |                                               |
| Zum Saisonende 2019:                                                       |                                               |
| (M)                                                                        | Meister der Chinese Women’s Super League 2019 |

#### Meisterschaftsfinale
|                           | Ergebnis |                    |
| ------------------------- | -------- | ------------------ |
| Wuhan Jianghan University | 4:0      | Jiangsu Suning FFC |

#### Spiel um Platz 3.
|                      | Ergebnis |                        |
| -------------------- | -------- | ---------------------- |
| Shanghai Shengli FFC | 3:1      | Beijing BG Phoenix FFC |

### Abstiegsrunde
| Pl. | Verein                          | Sp. | S | U | N | Tore    | Diff. | Punkte |
| --- | ------------------------------- | --- | - | - | - | ------- | ----- | ------ |
| 5.  | Changchun Dazhong Zhuoyue FFC   | 5   | 4 | 1 | 0 | 014:300 | +11   | 13     |
| 6.  | Meizhou Huijun FFC              | 5   | 3 | 2 | 0 | 012:500 | +7    | 11     |
| 7.  | Shandong Sports Lottery FFC (N) | 5   | 3 | 0 | 2 | 014:600 | +8    | 09     |
| 8.  | Henan Jianye FFC                | 5   | 2 | 1 | 2 | 008:530 | −45   | 07     |
| 9.  | Zhejiang Hangzhou FFC (N)       | 5   | 1 | 0 | 4 | 002:160 | −14   | 03     |
| 10. | Hebei China Fortune FFC (N)     | 5   | 0 | 0 | 5 | 000:150 | −15   | 0      |

| Zum 5. Spieltag:                                    |                                                    |  |  |
| Abstieg in die Chinese Women’s Football League 2021 |                                                    |  |  |
|                                                     |                                                    |  |  |
| Zum Saisonende 2019:                                |                                                    |  |  |
| (N)                                                 | Aufsteiger aus der Chinese Women’s League One 2019 |  |  |